# 梧州西江机场
梧州西江机场是一個中國機場，位於廣西壯族自治區梧州市，於2010年興建，2019年通航，2019年1月23日起取代梧州长洲岛机场。

## 航點
| 航空公司     | 目的地          |
| ------------ | --------------- |
| 成都航空     | 成都天府、福州  |
| 上海航空     | 长沙 、上海浦东 |
| 中国联合航空 | 北京大兴        |

## 空中交通服务通信设施通信频率
TWR：118.85MHz（130.0MHz）

## 事故

### 2022年3月東航空難
在“3·21”东航MU5735航空器飞行事故调查过程中，从梧州西江机场起飞的MU700号班机和MU9005号班机分别运送MU5735的第一部黑匣子（CVR）和第二部黑匣子（FDR）前往北京进行译码工作。